# Bezirksamt Gernsbach
| Basisdaten            | Basisdaten          |
| --------------------- | ------------------- |
| Staat                 | Großherzogtum Baden |
| Landeskommissärbezirk | Karlsruhe           |
| Sitz                  | Gernsbach           |
| Bestandszeitraum      | 1809–1872           |
| Einwohner             | 14.488 (1864)       |
| Gemeinden             | 19 (1864)           |

Das Bezirksamt Gernsbach, auch als Amt Gernsbach bezeichnet, war von 1809 bis 1872 ein Verwaltungsbezirk im Großherzogtum Baden. Sein Gebiet gehört heute zum Landkreis Rastatt in Baden-Württemberg.

## Geschichte
Der historische Vorläufer des Bezirksamts Gernsbach war die Grafschaft Eberstein, die über Jahrhunderte ein Kondominat bildete, das 1803 vollständig an Baden fiel. Nachdem Baden 1806 zu einem Großherzogtum wurde, listete die Verwaltungseinteilung von 1807 das Oberamt Eberstein als Teil der badischen Provinz des Mittelrheins. Bei der Verwaltungsreform von 1809 wurde das Amt Gernsbach im neuen Murgkreis bestimmt.
Als der Murgkreis 1819 aufgelöst wurde, kam das Amt Gernsbach zum Murg- und Pfinz-Kreis. Ab 1832 gehörte das Amt zum Mittelrheinkreis. Bei einer erneuten Verwaltungsreform kam das Amt Gernsbach 1864 zum Kreis Baden im Landeskommissärbezirk Karlsruhe.
Durch eine Landesherrliche Verordnung wurde das Bezirksamt Gernsbach zum 1. Mai 1872 aufgelöst. Seine Gemeinden wurden in das Bezirksamt Rastatt eingegliedert.

## Einwohnerentwicklung
| Jahr | Einwohner | Quelle |
| ---- | --------- | ------ |
| 1814 | 10.789    | [ 7 ]  |
| 1834 | 13.375    | [ 8 ]  |
| 1852 | 14.383    | [ 9 ]  |
| 1864 | 14.488    | [ 10 ] |

## Gemeinden
Die folgende Tabelle enthält die Gemeinden, die dem Bezirksamt Gernsbach angehörten, ihre Einwohnerzahl bei der Volkszählung von 1864 sowie ihre heutige Zugehörigkeit. Alle heutigen Gemeinden gehören zum Landkreis Rastatt.
| Gemeinde          | Einwohner | Heutige Zugehörigkeit |
| ----------------- | --------- | --------------------- |
| Au im Murgtal     | 292       | Weisenbach            |
| Bermersbach       | 551       | Forbach               |
| Forbach           | 1311      | Forbach               |
| Freiolsheim       | 385       | Gaggenau              |
| Gausbach          | 474       | Forbach               |
| Gernsbach (Stadt) | 2203      | Gernsbach             |
| Hilpertsau        | 411       | Gernsbach             |
| Hörden            | 1077      | Gaggenau              |
| Langenbrand       | 419       | Forbach               |
| Lautenbach        | 402       | Gernsbach             |
| Michelbach        | 1031      | Gaggenau              |
| Obertsrot         | 514       | Gernsbach             |
| Ottenau           | 1334      | Gaggenau              |
| Reichental        | 657       | Gernsbach             |
| Scheuern          | 365       | Gernsbach             |
| Selbach           | 529       | Gaggenau              |
| Staufenberg       | 903       | Gernsbach             |
| Sulzbach          | 802       | Gaggenau              |
| Weisenbach        | 769       | Weisenbach            |